# Mycosphaerella latebrosa
Mycosphaerella latebrosa är en svampart som först beskrevs av Mordecai Cubitt Cooke, och fick sitt nu gällande namn av Joseph Schröter 1894. Mycosphaerella latebrosa ingår i släktet Mycosphaerella och familjen Mycosphaerellaceae.  Arten är reproducerande i Sverige. Inga underarter finns listade i Catalogue of Life.